# Brebu Nou

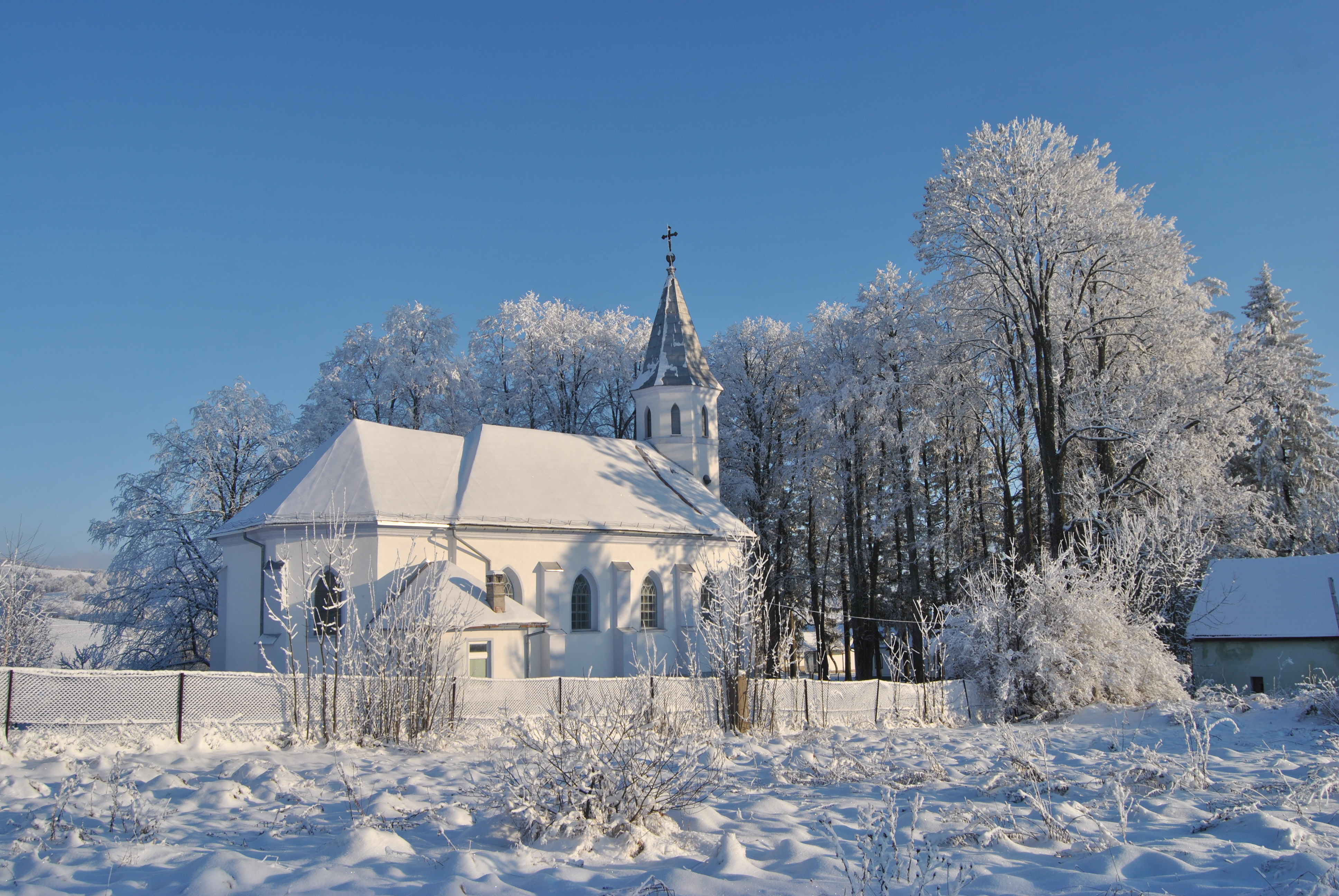
Veduta posteriore della chiesa cattolica di Brebu Nou nell'inverno del 2010

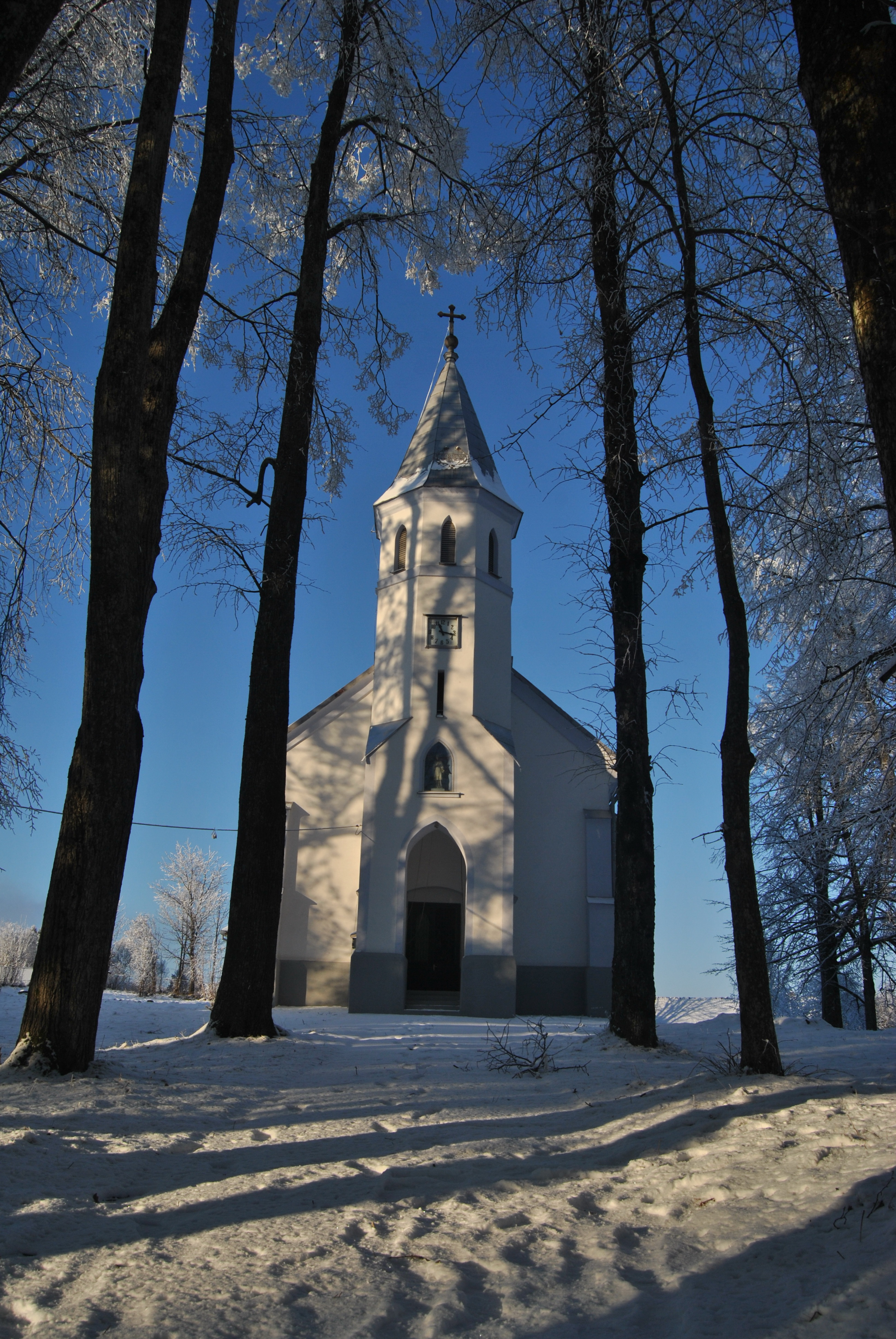
Veduta anteriore della chiesa cattolica di Brebu Nou nell'inverno del 2010

Brebu Nou (in tedesco Weidenthal, in ungherese Temesfö) è un comune della Romania di 96 abitanti, ubicato nel distretto di Caraș-Severin, nella regione storica del Banato.
Il comune è formato dall'unione di 2 villaggi: Brebu Nou e Gărâna.